# 발레 투두
《발레 투두》(포르투갈어: Vale Tudo)는 1988년 방영된 브라질의 텔레노벨라이다.